# 東鳴子テレビ中継局
東鳴子テレビ中継局（ひがしなるこテレビちゅうけいきょく）は、宮城県大崎市の旧鳴子町地域に置かれているテレビ中継局。

## 中継局概要

### 地上デジタルテレビ放送
| リモコンキーID | 放送局名          | チャンネル | 空中線電力 | ERP   | 放送対象地域 | 放送区域内世帯数 |
| 1              | TBC東北放送       | 46ch       | 50mW       | 175mW | 宮城県       | 約400世帯        |
| 2              | NHK仙台教育テレビ | 44ch       | 50mW       | 175mW | 全国         | 約400世帯        |
| 3              | NHK仙台総合テレビ | 45ch       | 50mW       | 175mW | 宮城県       | 約400世帯        |
| 4              | MMT宮城テレビ放送 | 48ch       | 50mW       | 175mW | 宮城県       | 約400世帯        |
| 5              | KHB東日本放送     | 49ch       | 50mW       | 175mW | 宮城県       | 約400世帯        |
| 8              | OX仙台放送        | 47ch       | 50mW       | 175mW | 宮城県       | 約400世帯        |

- 2010年5月26日に予備免許交付、7月下旬から8月24日まで試験放送を実施、8月23日に本免許交付、8月25日から本放送開始。
- 出力については、アナログ出力換算で500mW相当の50mWとなるため、事実上の増力となる。

### 地上アナログテレビ放送
- 2012年3月31日運用終了・廃局。当初、全国一斉の2011年7月24日で廃局となる予定だったが、同年3月11日に発生した東北地方太平洋沖地震（東日本大震災）の影響により8ヶ月延期された。

| 放送局名          | 開局時チャンネル | 空中線電力 | 移設統合時のチャンネル | 空中線電力          | ERP                 | 放送対象地域 |
| NHK仙台教育テレビ | 2ch（垂直偏波）  | 100mW      | 50ch                   | 映像300mW /音声75mW | 映像1.3W /音声330mW | 全国         |
| NHK仙台総合テレビ | 4ch（垂直偏波）  | 同上       | 52ch                   | 映像300mW /音声75mW | 映像1.3W /音声330mW | 宮城県       |
| TBC東北放送       | 9ch（垂直偏波）  | 同上       | 54ch                   | 映像300mW /音声75mW | 映像1.3W /音声330mW | 宮城県       |
| OX仙台放送        | 11ch（垂直偏波） | 同上       | 56ch                   | 映像300mW /音声75mW | 映像1.3W /音声330mW | 宮城県       |
| MMT宮城テレビ放送 | 60ch             | 300mW      | 60ch                   | 映像300mW /音声75mW | 映像1.3W /音声330mW | 宮城県       |
| KHB東日本放送     | 62ch             | 同上       | 62ch                   | 映像300mW /音声75mW | 映像1.3W /音声330mW | 宮城県       |

## 所在地
- 大崎市鳴子温泉字久田（JR陸羽東線鳴子御殿湯駅東方高地）

## 放送エリア
- 大崎市の旧鳴子町域、鳴子御殿湯駅周辺をカバーしている。

## 備考
現在の施設は1987年12月23日に後発のUHF局が開設されたのちに移設統合されたものである。在仙VHF（NHK-G, NHK-E, TBC, OX）局は1968年12月20日に民放VHF局が旧鳴子町赤造にて開局（施設の完成は同年12月10日）。翌21日にNHKのVHF局が開局した。受信親局は鳴子中継局(出力2W)の電波を受信し、送信chも鳴子中継局のchをそのまま使用。鳴子中継局が水平偏波であるのに対して、東鳴子中継局はブースター局(出力0.1W)で垂直偏波送信だった。当時の仕様空中線は、八木型3素子1段1面。各局個別単体の局舎を所有していた。後発の在仙UHF（MMT, KHB）局は、1977年10月12日に開局。ミニサテライト局仕様のパンザマストの鉄柱と共有局舎のミニボックスをパンザマストに取り付けるタイプで、リング空中線仕様（出力0.3W）だった。しかしここである問題が発生した。先行開局した在仙VHF局の設置場所は、久田旅館前近くの入り口付近に設置されているのに対し、後発の在仙UHF局の設置場所は、陸羽東線の荒雄川鉄橋沿いの川渡(かわたび)側の土手寄りに設置された為、送信場所がVHFとUHFで分離された格好となった。その際、東北電波監理局(現 東北総合通信局)から、「放送用送信施設の設置場所は同一箇所である事が望ましい」との是正勧告があった。移転統合のきっかけとなったのは、VHF局の管理道路の路肩の一部が崩壊し、鳴子中継局を受信する同中継局の受信アンテナの一部が曲がる損傷が発生。電監からの設置場所統合を促す勧告もあった事から、在仙VHF各局も事態を重くみて、後発のUHF局への設備移転計画を正式に決定。また移転に伴い送信chもVHFからUHFへ転換するきっかけともなった。尚この際、送信空中線もリングアンテナからUHF用のダイポールアンテナに変更された。